# Namoneas
Las islas Namoneas, también llamadas Nomoneas, son un grupo de islas pertenecientes al estado de Chuuk, uno de los cuatro estados de los Estados Federados de Micronesia, en las islas Carolinas. Las islas principales son Fono, Weno, Fefen, Parem, Siis, Tonoas y Uman. Administrativamente se dividen en dos distritos: Nomoneas del Norte, que comprende Weno (antiguamente llamada Moen), Piis-Paneu (antiguamente Piis-Moen) y Fono, y Nomoneas del Sur, que comprende Tonoas (antiguamente Dublón), Fefen ,Etten, Siis, Uman, Parem and Totiw. 